# Didontogaster cordylina
Il didontogaster (Didontogaster cordylina) è un anellide estinto, appartenente ai policheti. Visse nel Carbonifero superiore (circa 320 milioni di anni fa) e i suoi resti fossili sono stati ritrovati in Nordamerica (Illinois).

## Descrizione
Questo animale possedeva un aspetto vermiforme ed era di dimensioni medio-piccole: non superava i 5 centimetri di lunghezza. Il corpo era suddiviso in numerosi segmenti e si presentava più allungato e fittamente segmentato nella parte anteriore, mentre nella parte posteriore si andava restringendo. Il capo era sprovvisto di appendici, ma era presente una proboscide che si estendeva dalla cavità orale, che era provvista anche di due mandibole coniche. I parapodi erano biramati, con due rami ben sviluppati e sostenuti internamente da due acicule ciascuno. I rami erano dotati di ciuffi di setole piuttosto corte.

## Classificazione
Didontogaster cordylina, descritto per la prima volta da Thompson nel 1979, è un rappresentante degli anellidi policheti ed è stato ascritto all'ordine dei Phyllodocida, nella famiglia Nephytidae. Affine a Didontogaster era Astreptoscolex, un altro animale vermiforme ma dalla forma più compatta, che si rinviene nello stesso giacimento di Mazon Creek (Illinois). Didontogaster, in ogni caso, è il fossile di polichete più abbondante dell'intero giacimento.

## Paleoecologia
Dai resti conservati nella regione dell'apparato digerente di alcuni esemplari di Didontogaster, si deduce che questo animale era un verme onnivoro, che si nutriva sia di piccoli invertebrati che di particelle vegetali.